# Валерий Аделфий Бас
Валерий Аделфий Бас (на латински: Valerius Adelphius Bassus; * 360; † сл. 383) е политик на Римската империя през 4 век.
Произлиза от фамилията Валерии. Син е на Луций Валерий Септимий Бас (praefectus urbi 379 – 383 г.) и на Аделфия, дъщеря на Клодий Целсин Аделфий (praefectus urbi 351 г.) и Фалтония Бетиция Проба. По бащина линия е внук на Луций Валерий Максим Василий (консул 327 г.) и Септимия, дъщеря на Септимий Бас (praefectus urbi на Рим 317 – 319 г.), който е потомък на император Марк Аврелий и императрица Фаустина Млада.
Валерий Аделфий Бас става консул (vir consularis и consul. Venet.) през 383 или 392 г.
Той се жени и има син Валерий Аделфий (* 385), който е баща на Аделфия или Аделета (* 410; † сл. 459), която става съпруга на християнина Флавий Аниций Проб (претор 424 г.).